# Unhallowed
Unhallowed är debutalbumet till det amerikanska death metal-bandet The Black Dahlia Murder, utgivet 2003 av skivbolaget Metal Blade Records.

## Låtlista
1. "Unhallowed" (instrumental) – 1:59
2. "Funeral Thirst" – 3:55
3. "Elder Misanthropy" – 2:34
4. "Contagion" – 3:23
5. "When The Last Grave Has Emptied" – 3:11
6. "Thy Horror Cosmic" – 3:01
7. "The Blackest Incarnation" – 4:43
8. "Hymn For The Wretched" – 4:18
9. "Closed Casket Requiem" – 4:25
10. "Apex" – 5:05

- Text och musik: Trevor Strnad

## Medverkande
Musiker (The Black Dahlia Murder-medlemmar)
- Trevor Strnad – sång
- John Kempainen – gitarr
- Brian Eschbach – gitarr
- David Lock – basgitarr
- Cory Grady – trummor

Produktion
- Mike Hasty – producent
- The Black Dahlia Murder – producent
- Bart Williams – ljudtekniker, ljudmix
- Jason Clifton – mastering
- Adam Wentworth – omslagsdesign
- Jon Zig – logo
- Brian Ebert – foto